# Comment raconter une histoire
Comment raconter une histoire (titre original : How to Tell a Story) est un essai humoristique de Mark Twain, publié pour la première fois le 3 octobre 1895 dans The Youth's Companion, et repris dans le recueil How to Tell a Story and Other Essays  en 1897.

## Un texte humoristique sur l'humour américain
Dans ce texte, au ton humoristique, Twain distingue l'humour américain de l'humour anglais et français : le premier dépend de la manière, les deux autres de la matière :
« Le conte humoristique est américain, le conte comique est anglais, le conte spirituel, français. L’effet de l’histoire humoristique dépend de la manière dont elle est racontée ; celui de l’histoire comique et de l'histoire spirituelle dépend du sujet. »
Selon Peter B. Messent, la description que Twain fait de l'humour américain est l'exacte description des procédés de Twain lui-même :
« L’histoire humoristique est racontée gravement ; le conteur fait de son mieux pour cacher le point qui lui paraît prêter tant soit peu à rire ; [...] Bien sûr, très souvent, une histoire humoristique finit par un trait, une saillie, un coup de patte, donnez à cela le nom que vous voudrez. Aussi l’auditeur doit-il être tout oreilles, car bien souvent le narrateur détournera son attention en glissant sur le point saillant d’un air indifférent, en affectant ne pas savoir que c'est une saillie. »
C'est le procédé utilisé dans La Célèbre Grenouille sauteuse du comté de Calaveras, où la personne qui raconte l'histoire le fait d'une manière monotone, sans s'étonner de raconter des incongruités. Twain définit donc ainsi l'humour américain : « Aligner des incongruités et des absurdités, sans avoir l’air de s’en douter et sans paraître les croire telles : voilà la base de l’art américain, si je puis m’exprimer ainsi. »
Comment raconter une histoire propose également une comparaison entre une histoire comique, qui doit être racontée avec une telle emphase et une telle auto-satisfaction, que, dit Twain, « c’est pathétique à voir » : « le narrateur d’histoires comiques ne passe pas sous silence le trait saillant ; il vous le crie — à chaque fois. [...] Tout cela est très déprimant, vous ôte l’envie de plaisanter et vous conduit à mener une vie meilleure. »
L'histoire humoristique fait au contraire sentir que la frontière entre l'humour et le sérieux peut être difficile à discerner, et l'exemple que fournit Twain a donc ce caractère sérieux - du moins en apparence, puisqu'il il est censé illustrer l'un des ressorts de l'histoire humoristique, la pause, que doit observer le conteur au bon moment pour produire son effet. Mais, tout en se proposant d'illustrer ce point, Twain termine son histoire sur une fin burlesque qui apparaît quelque peu en décalage avec le grand sérieux qu'il met à expliquer sa théorie à son lecteur.

## Éditions
- How to Tell a Story and Other Essays, New York : Harper & Brothers, 1897
- Comment raconter une histoire, traduit par Delphine Louis-Dimitrov, dans Le Rapt de l'éléphant blanc et autres nouvelles, Paris, Éditions Omnibus, 2010